# Eritrea a 2004. évi nyári olimpiai játékokon
Eritrea a görögországi Athénban megrendezett 2004. évi nyári olimpiai játékok egyik részt vevő nemzete volt. Az országot az olimpián 1 sportágban 4 sportoló képviselte, akik összesen 1 érmet szereztek.

## Érmesek
| Érem  | Versenyző       | Sportág  | Versenyszám    |
| ----- | --------------- | -------- | -------------- |
| Bronz | Zersenay Tadese | Atlétika | Férfi 10 000 m |

## Atlétika
Férfi
| Versenyző          | Versenyszám | Előfutam | Előfutam | Előfutam | Döntő    | Döntő    |
| Versenyző          | Versenyszám | Idő      | Hely.    | Össz.    | Idő      | Helyezés |
| ------------------ | ----------- | -------- | -------- | -------- | -------- | -------- |
| Samson Kiflemariam | 5000 m      | 13:26,97 | 8.       | 18.      | kiesett  | kiesett  |
| Zersenay Tadese    | 5000 m      | 13:22,17 | 7.       | 11.      | 13:24,31 | 7.       |
| Zersenay Tadese    | 10 000 m    |          |          |          | 27:22,57 |          |
| Yonas Kifle        | 10 000 m    |          |          |          | 28:29,87 | 16.      |

Női
| Versenyző          | Versenyszám | Előfutam | Előfutam | Előfutam | Döntő   | Döntő    |
| Versenyző          | Versenyszám | Idő      | Hely.    | Össz.    | Idő     | Helyezés |
| ------------------ | ----------- | -------- | -------- | -------- | ------- | -------- |
| Nebiat Habtemariam | 5000 m      | 16:49,01 | 20.      | 37.      | kiesett | kiesett  |